# Agente CNB
CNB, é uma mistura química constituída por 45% Benzeno, 45% Tetracloreto de carbono e 10% Cloroacetofenona, é uma mistura usada para causar atordoamento por meio de sua ação lacrimogênea, foi uma das principais misturas na qual se utiliza o Cloroacetofenona (CN), em temperatura ambiente e condições normais é um liquido volátil, irritante e picante com cheiro de adocicado de Tetracloreto de carbono com traços de cheiro de Benzeno, na forma pura apresenta em liquido incolor, mas geralmente é usado em operações militares na forma de liquido âmbar ou massa semi sólida âmbar, predominando a cor levemente marrom, possui um ponto de fusão de -7 graus Celsius, mas tende a variar para os 30 graus Celsius mediante pureza, possui um ponto de ebulição que variado que inicia dos 75 graus Celsius para os 247 graus Celsius, possui uma persistência baixa em ambientes abertos, possuindo persistência de menos de uma hora em ambientes abertos, em ambientes fechados e mal ventilados tende a persistir por um dia ou mais.   CNB é uma potente mistura de ação lacrimogênea, é irritante em todos os meios de exposição, especialmente irritante aos olhos e trato respiratório, esta mistura possui alto poder de penetração sobre a roupa devido a presença do Benzeno, é considerado levemente mais potente que o uso de CN sozinho, a toxicidade de CNB é similar a de CN sozinho, mas possui poder de causar câncer devido ao uso de Benzeno como solvente. CNB pode formar concentrações letais em espaços fechados ou confinados, É altamente improvável que exista concentração letal em ambiente aberto , sua dose letal por inalação é similar a de CN, seus efeitos são similares a CN.

## História de uso
O CNB foi adotado em 1920 e permaneceu em uso até ser substituído por Cloroacetofenona e Cloropicrina em Clorofórmio (CNS). As vantagens reivindicadas para o CNB eram que seu teor de cloroacetofenona tornou mais satisfatório do que cloroacetofenona em clorofórmio (CNC) para fins de treinamento.